# Switched at Birth (tv-serie)
Switched at Birth er en amerikansk teenage/familie drama tv-serie, der havde premiere på ABC Family den 6. juni 2011 kl. 21.00. Den ene time lange dramaserie foregår i Kansas City området, og kredser om to teenagere, der blev byttet ved fødslen og voksede op i meget forskellige miljøer: en i velstående forstad til Mission Hills, Kansas , og den anden i arbejderkvarteret East Riverside, Missouri. Ifølge ABC Family, det er "den første mainstream tv-serie der har flere døve og svagt hørende, som hovedrolleindehavere, og nogle scener som kun var optaget i amerikansk tegnsprog (ASL)".
Serien havde debut, som den højeste ABC Family ratede seriedebut til dato. Serien vandt en æres Peabody Award i 2013, og den 30. juli 2013 bestilte ABC Family en tredje sæson, som havde premiere den 13. januar 2014. Den 13. august 2014 fornyede ABC Family serien med en fjerde sæson, som havde premiere den 6. januar 2015.

## Plot
Bay Kennish, en teenagepige fra den rige Kansas City-forstad Mission Hills, opdager i en skoleopgave, at hendes blodtype, som er AB, er uforenelig med hendes forældres, John og Kathryn, som begge har type A. En gentest bekræfter hun er ikke deres biologiske datter. Dette fører at de opdager, at hospitalet fejlagtigt har byttet hende med en anden nyfødt, Daphne Vasquez, der bor med sin enlige mor Regina og mormor Adriana i arbejderkvarteret East den Riverside, Missouri. Daphne er døv, efter at have mistet hørelsen, som følge af meningitis, da hun var tre år. Familien Kennish invitere Daphne og Regina til deres hjem, og efter at de finder ud af, at Regina har økonomiske problemer, foreslår de, at de flytter ind i deres gæstehus med Adriana, et tilbud Regina som accepterer.
Dette tvinger pigerne, sammen med både familier, til at forstå deres forskelle og omfavne deres ligheder. Pigerne kæmper med deres identitet, da Bay opdager hun har arvet sit kunstneriske talent fra Regina, og Daphne opdager hun har arvet Johns atletisk dygtighed og Kathryns kærlighed til madlavning. Begge mødre knytter bånd til deres biologiske døtre. John lærer at forholde sig til sin nyfundne datter ved at coache sin døve skoles basketballteam, og beskæftiger hende på kontoret på en lokale kæde af bilvask, som han ejer. Bay er drevet af et behov for at finde og forholde sig til sin biologiske far Angelo Sorrento, der forlod Regina kort efter Daphne blev døv.

## Episoder
| Sæson | Sæson | Episoder | Originalt vist   | Originalt vist    |
| Sæson | Sæson | Episoder | Første gang vist | Sidste gang vidst |
| ----- | ----- | -------- | ---------------- | ----------------- |
|       | 1     | 30       | 6. juni 2011     | 22. oktober 2012  |
|       | 2     | 21       | 7. januar 2013   | 19. august 2013   |
|       | 3     | 22       | 13. januar 2014  | 8. december 2014  |
|       | 4     | 20       | 6. januar 2015   | 26. oktober 2015  |
|       | 5     |          | April 2016       |                   |